# Ambulanssjukvården i Storstockholm
Ambulanssjukvården i Storstockholm AB, AISAB, är ett företag som har ansvar för ambulanssjukvården i Stockholms län. Företaget är helägt av Region Stockholm via Landstingshuset i Stockholm Aktiebolag. AISAB grundades 1 juli 1993 och är sedan 1 maj 2025 det enda företag som bedriver ambulansverksamhet i Stockholms län. Tidigare fanns även två privata aktörer som skötte ambulanssjukvård på uppdrag av regionen. 
AISAB har cirka 1 700 anställda och fler än 100 akutambulanser[källa behövs] samt två intensivvårdsambulanser. AISAB ansvarar också för prehospitala läkartjänster med akutläkarbilar och jourläkarbilar som är bemannade dygnet runt, året om. Intensivvårdsambulanserna är stationerade på Solna ambulansstation. 
AISAB har även transportambulanser som i huvudsak transporterar patienter mellan olika vårdenheter, och ansvarar även för bemanningen av specialistläkare åt ambulanshelikopterflyget i Stockholm.
AISAB svarar även för transport av avlidna (TRAV) vilka också är stationerade på Solna ambulansstation samt en psykiatrisk ambulansenhet (PAM-enhet) vilken är stationerad i Stockholm City. Sammanlagt genomför företaget cirka 150 ambulansuppdrag per dygn, och under 2023 genomfördes 127 000 ambulansuppdrag av AISAB samt 5 600 transporter av avlidna. Huvudkontoret ligger i Årsta
AISAB:s upptagningområde är sedan 1 maj 2025 hela Stockholms län, men företagets ambulanser kan vid behov dirigeras av SOS-alarm till olyckor och sjukdomsfall även utanför Stockholms län.
AISAB har sedan tidigare egna ambulansstationer belägna i Stockholm City, Solna, Rissne (hopslagning av tidigare Bromma och Vällingby) samt på Södermalm, Ekerö och Lidingö. I samband med att AISAB tagit över all ambulanssjukvård i Stockholms län så har nu AISAB ett 30-tal ambulanssstationer i hela länet. Flertalet stationer är samlokaliserade med räddningstjänsten i befintliga brandstationer.
På Solna ambulansstation finns även ett unikt prehospitalt träningscenter för ambulanspersonal som är det hittills enda i sitt slag. Där kan befintligt anställd personal och nyanställda inom ambulanssjukvård få möjlighet att träna och utvecklas i situationer, medicinska och traumatiska fall i autentiska miljöer. 
Under år 2009 tog AISAB i drift en speciellt miljöanpassad ambulans, som var den första ambulansen i världen som var byggd och utrustad med speciell hänsyn till hur drivmedel, inredning, däck, isolering med mera påverkar miljön. Den drevs på biogas.